# Bom Jesus da Penha
Bom Jesus da Penha là một đô thị thuộc bang Minas Gerais, Brasil. Đô thị này có diện tích 209,069 km², dân số năm 2007 là 3787 người, mật độ 19 người/km².